# Blaesochaetophora picticornis
Blaesochaetophora picticornis är en tvåvingeart som först beskrevs av Jacques-Marie-Frangile Bigot 1888.  Blaesochaetophora picticornis ingår i släktet Blaesochaetophora och familjen myllflugor. Inga underarter finns listade i Catalogue of Life.